# Santos
Pour les articles homonymes, voir Santos (homonymie).
Santos est une municipalité brésilienne située sur la côte de l'État de São Paulo, dans la région sud-est du pays. Elle abrite le plus grand port d'Amérique latine, qui est principalement responsable de la dynamique économique de la ville aux côtés du tourisme, de la pêche et du commerce. Elle occupe la 5e place parmi les non-capitales les plus importantes pour l'économie brésilienne et la 10e place selon la qualité de vie. La ville est le siège du pouvoir exécutif de São Paulo chaque 13 juin (capitale symbolique de São Paulo) et abrite non seulement plusieurs établissements d'enseignement supérieur mais aussi la plus ancienne entité étudiante générale du Brésil, le Santos Student Center.
Ville la plus peuplée de la côte de São Paulo, la population estimée en 2020 était de 433 656 habitants. La région métropolitaine de Baixada Santista, avec 1,8 million d'habitants, fait partie, avec le Grand São Paulo et la région métropolitaine de Campinas, du complexe métropolitain élargi, une mégalopole de plus de 30 millions d'habitants (environ 75 % de la population de São Paulo). et qui est la première agglomération urbaine de ce type dans l'hémisphère sud de la Terre.

## Généralités
Santos se trouve à proximité de la capitale économique du Brésil, São Paulo, dont elle est le port principal.

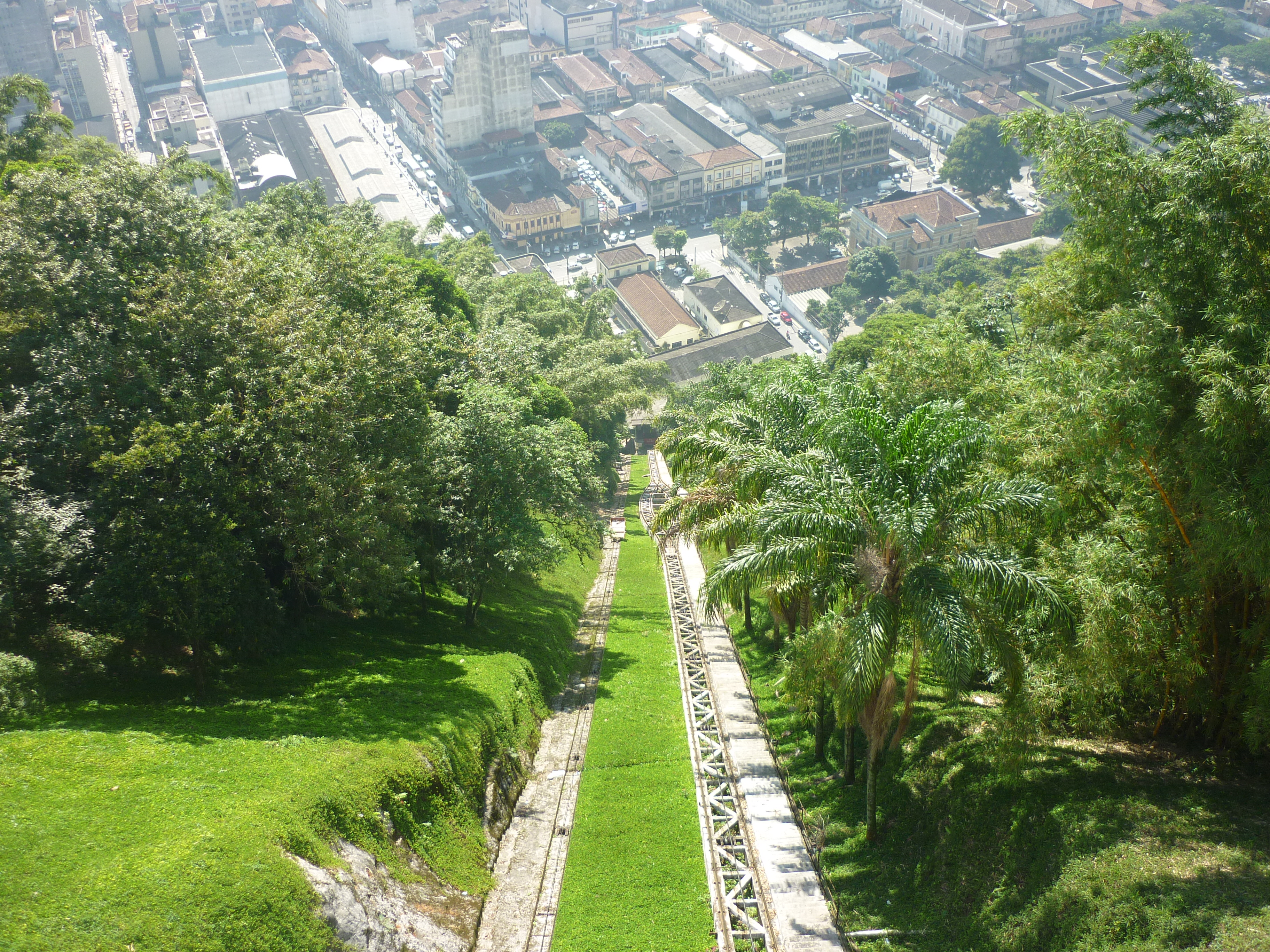
Le funiculaire.

## Géographie
Santos se situe par une latitude de 23° 57' 39" sud et par une longitude de 46° 20' 02" ouest à une altitude de 2 m. Sa population était de 418 288 habitants au recensement de 2007. La municipalité s'étend sur 280 km2.

## Histoire
Santos est une des plus anciennes et importantes villes du Brésil.
L'activité caféière du port décolle en 1867, l'année de l'ouverture du chemin de fer de la São Paulo Railway, avec 2,65 millions de sacs uniquement pour l'exportation. Construit avec des capitaux anglais, il permet d'écouler le café vers le port, via Jundiaí, São Paulo, et la ville de Paranapiacaba, bâtie pour l'occasion en pleine montagne, avec une reproduction de Big Ben importée d'Angleterre. Le port de Santos, son débouché maritime, voit s'installer les grands groupes de courtage et de négoce étrangers. C'est le port d'embarquement spécialement outillé pour la manutention du café.
Grâce à l'avancée de la colonisation et la création de grandes plantations dans l'État de São Paulo, le Brésil double sa production en trente ans. Au début du XXe siècle, il fournit 75 % de la production mondiale de café dont la moitié par l'État de São Paulo.

## Lieux et monuments
- Palais José Bonifácio, siège municipal.

## Transport
Une ligne de trolleybus dessert la ville.

## Jumelages
La ville de Santos est jumelée avec :
- Shimonoseki (Japon) depuis le 6 novembre 1971
- Nagasaki (Japon) depuis le 6 juillet 1972
- Trieste (Italie) depuis le 13 mars 1978
- Coimbra (Portugal) depuis le 22 mai 1980
- Funchal (Portugal) depuis le 27 novembre 1988
- Ansião (Portugal) depuis le 23 novembre 1996
- Arouca (Portugal) depuis le 7 mars 2001
- Ushuaïa (Argentine) depuis le 22 septembre 1994
- La Havane (Cuba) depuis le 10 septembre 1995
- Taizhou (Chine) depuis le 18 octobre 1996
- Ningbo (Chine) depuis le 8 janvier 2000
- Constanţa (Roumanie) depuis le 7 septembre 2001
- Ulsan (Corée du Sud) depuis le 3 juin 2002
- Colón (Panama) depuis le 7 novembre 2006
- Cadix (Espagne) depuis le 12 janvier 2010

## Personnalités liées
- Wellington (1981-), footballeur.
- Bruno Covas (1980-2021), homme politique brésilien.
- Pelé (1940-2022), footballeur brésilien ayant joué au Santos FC de 1956 à 1974
- Waldemar Esteves da Cunha, (1920-2013) showman et Rei Momo